# Grote Canadese gans
De grote Canadese gans (Branta canadensis), kortweg Canadese gans of canadagans, is een vogel uit de familie van de eendachtigen (Anatidae). De wetenschappelijke naam van de soort werd in 1758 als Anas canadensis gepubliceerd door Carl Linnaeus.

## Kenmerken
De kop en de lange hals zijn zwart. Typisch voor deze soort is de witte band van de keel tot over de wangen. De zwarte hals gaat over in een witachtige borst. Het verenkleed is bij beide geslachten gelijk. De lichaamslengte bedraagt 55 tot 100 cm en het gewicht 3 tot 6 kg.

## Leefwijze
Deze overwegend herbivore vogels overnachten op het water en eten overdag, zowel op het water als op het land. Hun voedsel bestaat voornamelijk uit grassen, zaden en graan. Overigens is waargenomen dat ze ook dierlijk voedsel nuttigen zoals de eieren van de visdief (Sterna hirundo), vliegen (Ephydra hians) en schelpdieren zoals het nonnetje (Macoma balthica).

## Voortplanting
Het vrouwtje legt 4 tot 8 witte eieren, die ongeveer 30 dagen worden bebroed.

## Verspreiding en leefgebieden
Deze soort komt voor op meren, weilanden en moerassen. Zijn broedgebied omvat Canada, Alaska, Zweden en Engeland.
Er worden zeven ondersoorten onderscheiden:
- B. c. canadensis (Atlantische Canadese gans): oostelijk Canada.
- B. c. occidentalis: zuidwestelijk Alaska.
- B. c. fulva: zuidelijk Alaska en westelijk Brits-Columbia.
- B. c. maxima: het zuidelijke deel van Centraal-Canada.
- B. c. parvipes (Middelste Canadese gans): van centraal Alaska tot centraal Canada.
- B. c. moffitti: zuidwestelijk Canada en de noordwestelijke Verenigde Staten.
- B. c. interior (Todds Canadese gans): het zuidelijke deel van Centraal-Canada.

## Voorkomen als exoot
De grote Canadese gans is een exoot in Europa. In Nederland waren er al in 1951 broedgevallen in het wild. Tot in de jaren 1980 werden deze verwilderde dieren afgeschoten. Na 1987 werd dit niet meer gedaan. Tussen 1987 en 1997 steeg het aantal broedparen van 100 naar 225. Volgens door Sovon Vogelonderzoek Nederland gecoördineerde tellingen van het waterwild in Nederland nam het aantal waargenomen grote Canadese ganzen tussen 1981 en 2006 met 27% per jaar toe. Het gemiddelde aantal bereikte in 2006 de 20.000. Volgens schattingen van Sovon is het aantal broedparen in 2012 (in Nederland) gestegen tot 7300 paar.
In België wordt de Canadese gans al sinds de 19de eeuw als parkvogel gehouden. Sinds het midden van de twintigste eeuw doken her en der in België ontsnapte of verwilderde individuen op. Het eerste Vlaamse broedgeval van de soort, te Kalmthout, dateert van 1973. Het aantal broedparen van deze soort vertoonde vervolgens vooral een lichte toename vanaf de tweede helft van de jaren 1980, maar het duurde tot midden jaren 1990 voordat de geschatte broedpopulatie 100 broedparen overschreed. Daarna liet de soort een steile opmars zien, waarbij rond de eeuwwisseling het aantal van 1000 broedparen werd overschreden. In de periode van de Vlaamse broedvogelatlas (2000-2002) werd de broedpopulatie geschat op 1800 paren. De watervogeltellingen van het INBO tonen een gemiddeld wintermaximum van 11.359 Canadese ganzen in Vlaanderen in de periode 2010–2015.

## Status als Exoot en Bescherming

### De Canadese gans als invasieve soort
Door grazen en vertrappelen veroorzaken Canadese ganzen schade aan gewassen en graslanden in landbouw-, recreatie- en natuurgebied. Door hun mest vervuilen ze ook zwemwaters en plassen. De aanwezigheid van Canadese ganzen hypothekeert soms ook natuurherstelprojecten. De soort wordt daarom in België en Nederland vaak beschouwd als een invasieve soort. De populatie wordt op veel plaatsen in de wereld beheerd.

### Wettelijke status in Vlaanderen
In Vlaanderen is de Grote Canadese Gans nooit als een inheemse diersoort beschouwd. Daarom is deze daar ook niet wettelijk beschermd door de wetgeving die de vogelrichtlijn implementeert. In Vlaanderen werden, bovenop de ganzen die bejaagd werden, in de periode 2009-2012 jaarlijks meer dan 2000 Canadese ganzen gevangen tijdens de rui. Ganzen vervangen dan hun slagpennen en kunnen niet vliegen. Ze worden dan gevangen in kooien. Verder worden ook eieren geprikt of nesten vernield als beheermethode. In België is de soort bejaagbaar in de periode augustus-maart.

### Beschermde soort in Nederland van 2000 tot 2020
In 2000 werd de Grote Canadese Gans door de Commissie Dwaalgasten Nederlandse Avifauna (CDNA) als potentiële dwaalgast gezien, net zo als de Britse en Ierse commissies dat deden. Daarom zette CDNA de Grote Canadese Gans in 2000 op de lijst van in Nederland voorkomende wilde vogels. Daarmee kwam de soort onder de bescherming van de  Vogelrichtlijn. De Wet natuurbescherming van 2015 implementeert deze richtlijn en beschermt in art 3.1 de "natuurlijk in Nederland in het wild levende vogelsoorten" uit de richtlijn. Wel werd de Grote Canadese Gans bij een algemene maatregel van bestuur op grond art 3.15 vrijgesteld. Dat betekende dat ze ondanks haar status als inheemse vogel onder voorwaarden toch bestreden mocht worden bij schade.
In 2020 herzag de CDNA de status van de Grote Canadese Gans. Na uitvoerig onderzoek werd geconcludeerd dat van de drie ondersoorten: canadensis, interior en parvipes, alleen de laatste twee enige afdwaalpotentie hadden. Echter, juist daarvan ontbraken aanvaardbare waarnemingen. In haar vergadering van 19 januari 2020 voerde de CDNA de Grote Canadese daarom af van de lijst van in Nederland voorkomende wilde vogels. De Kleine Canadese gans wordt wel als dwaalgast erkend, en staat dus nog wel op de lijst van in Nederland voorkomende wilde vogels.

## Status
De totale populatie is in 2015 geschat op 5,0-6,2 miljoen volwassen vogels en aangenomen wordt dat dit aantal toeneemt.

## Afbeeldingen

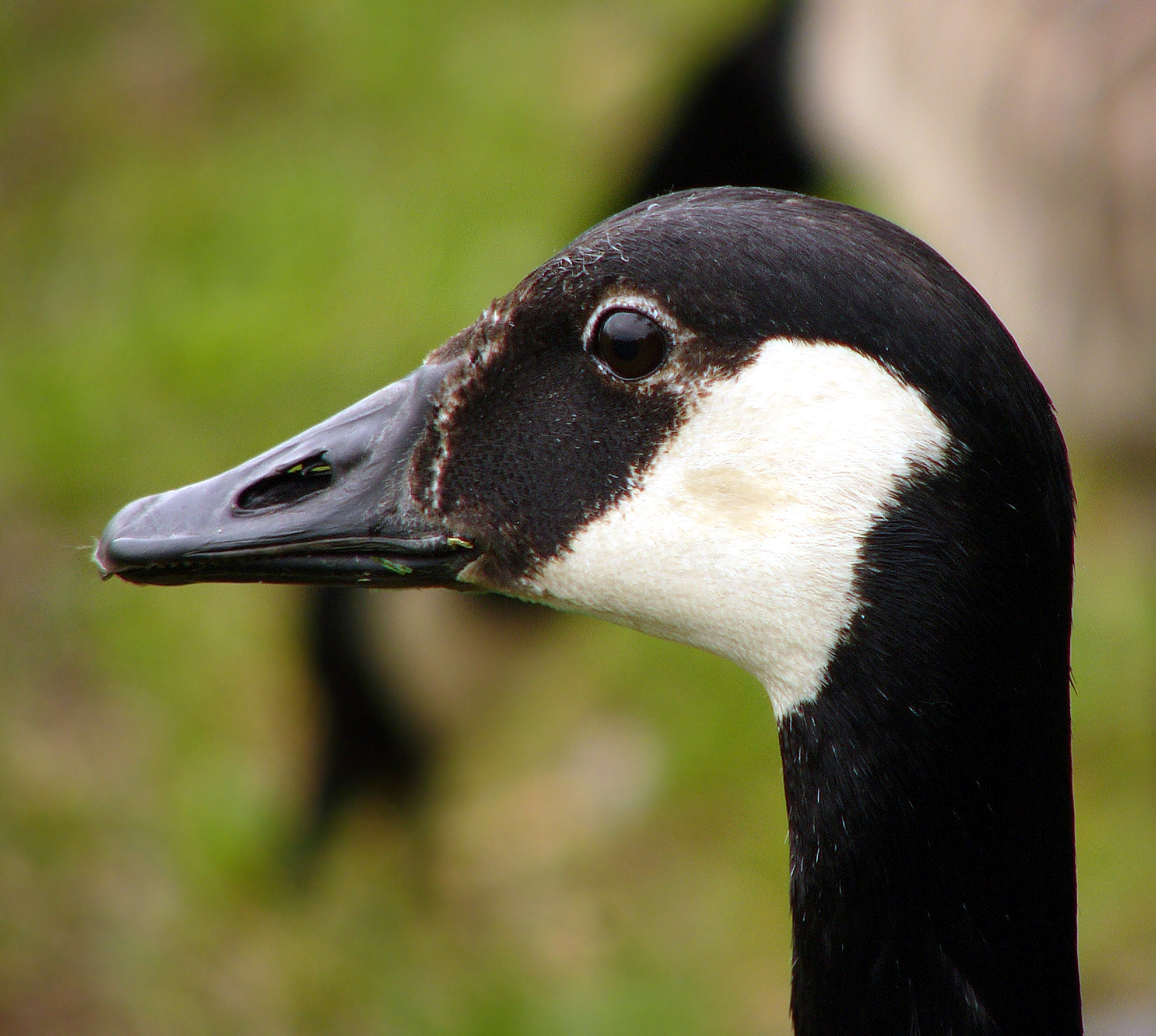
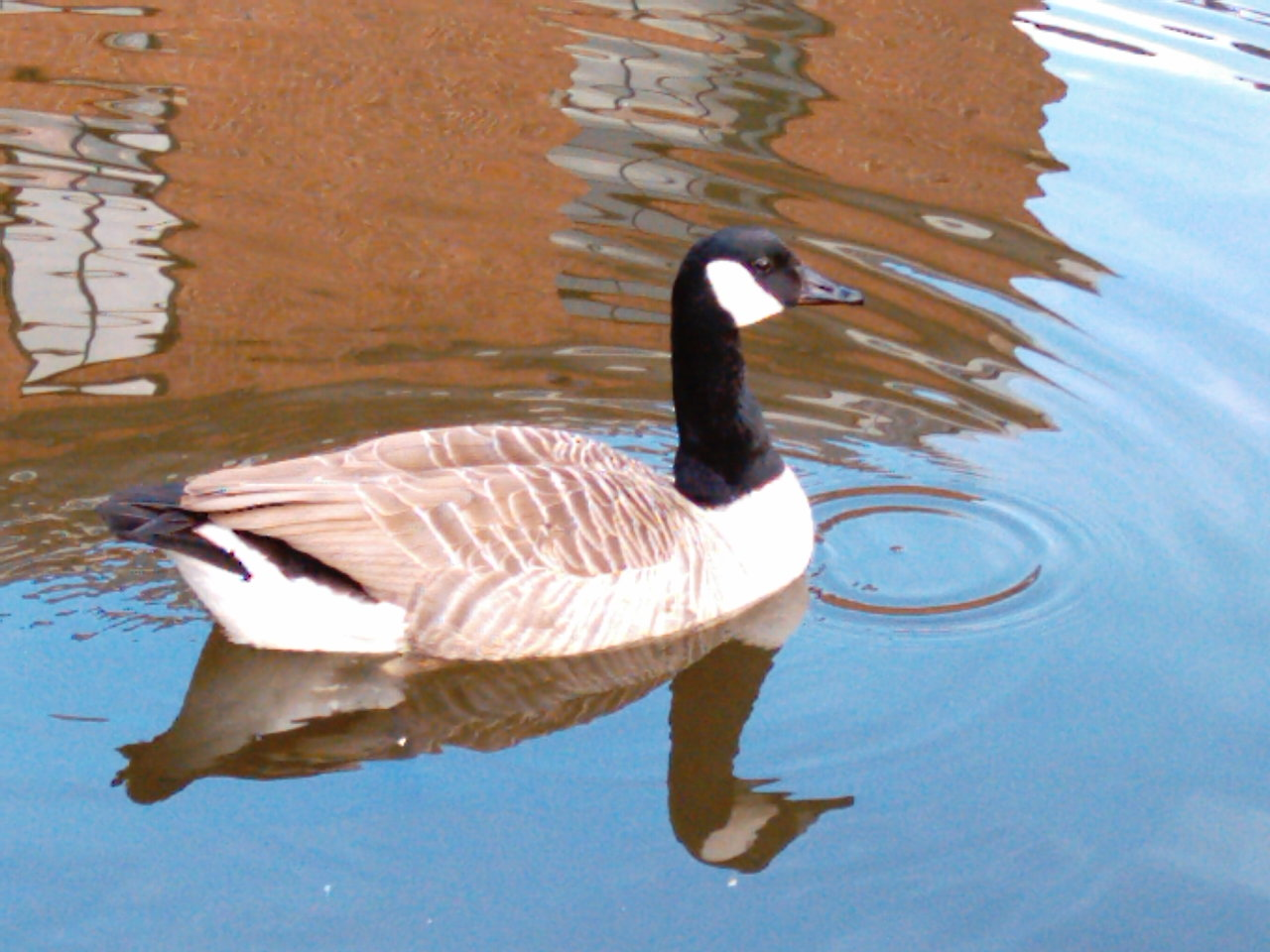
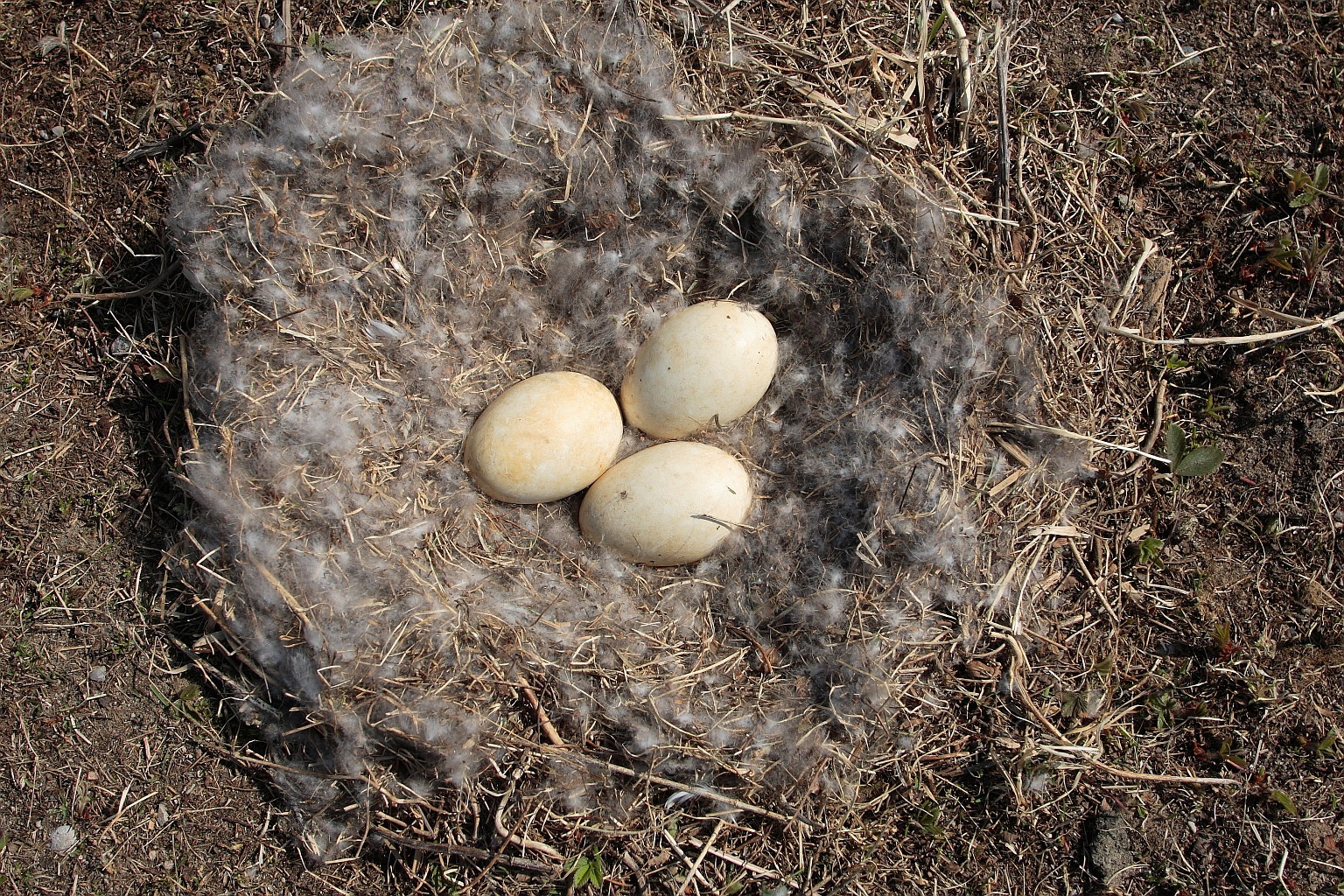
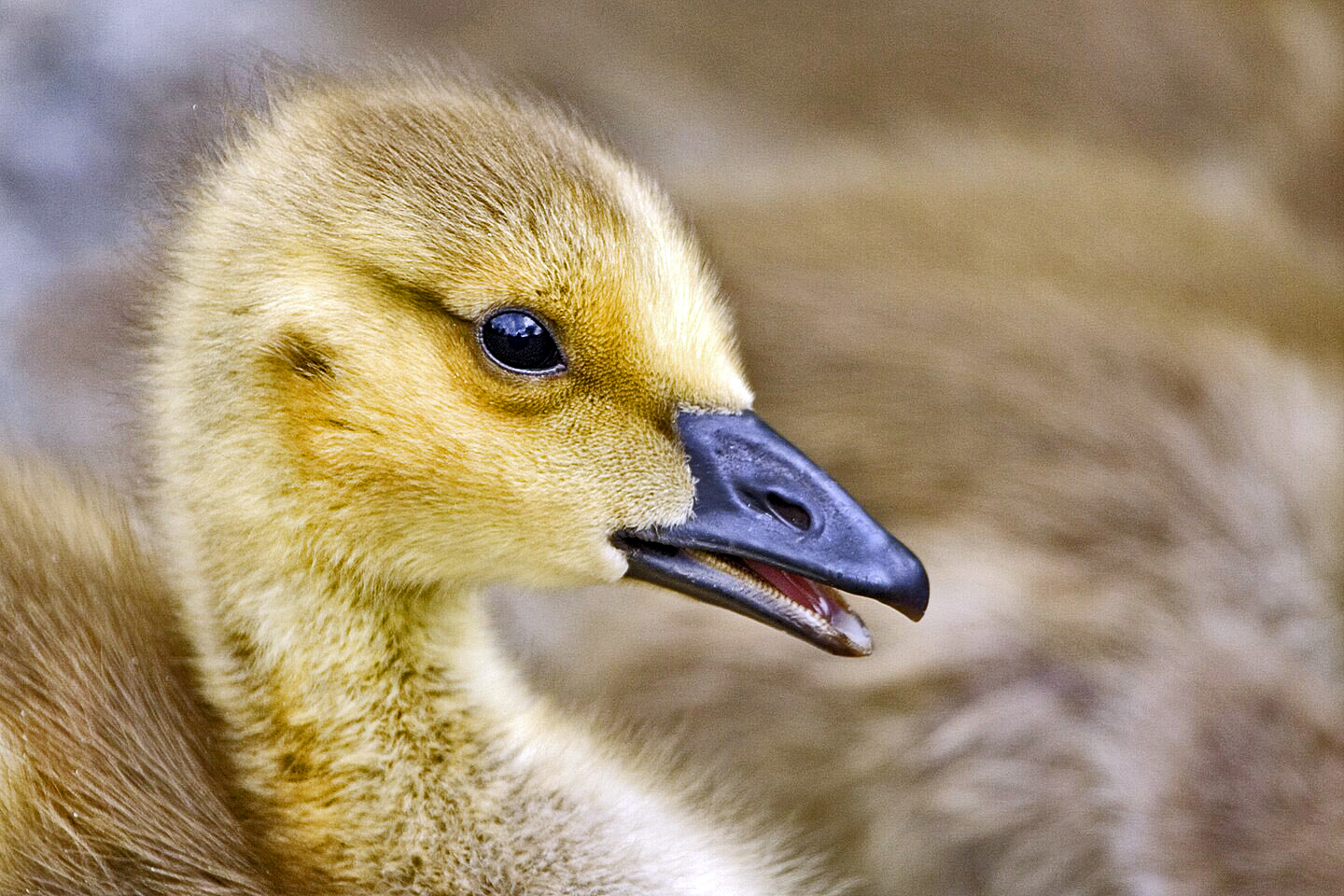
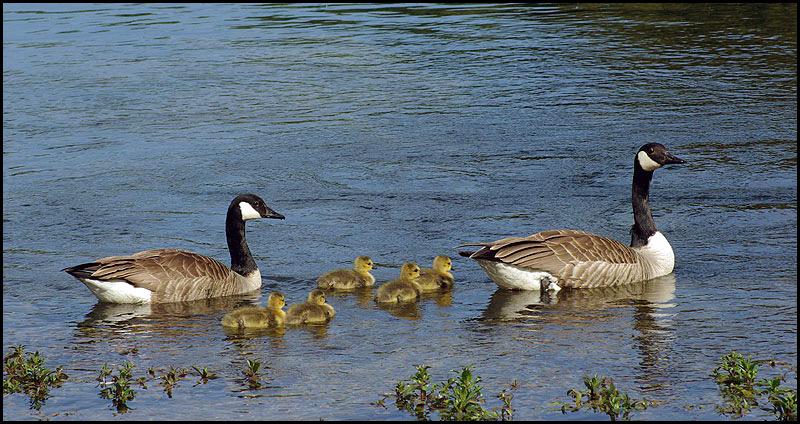
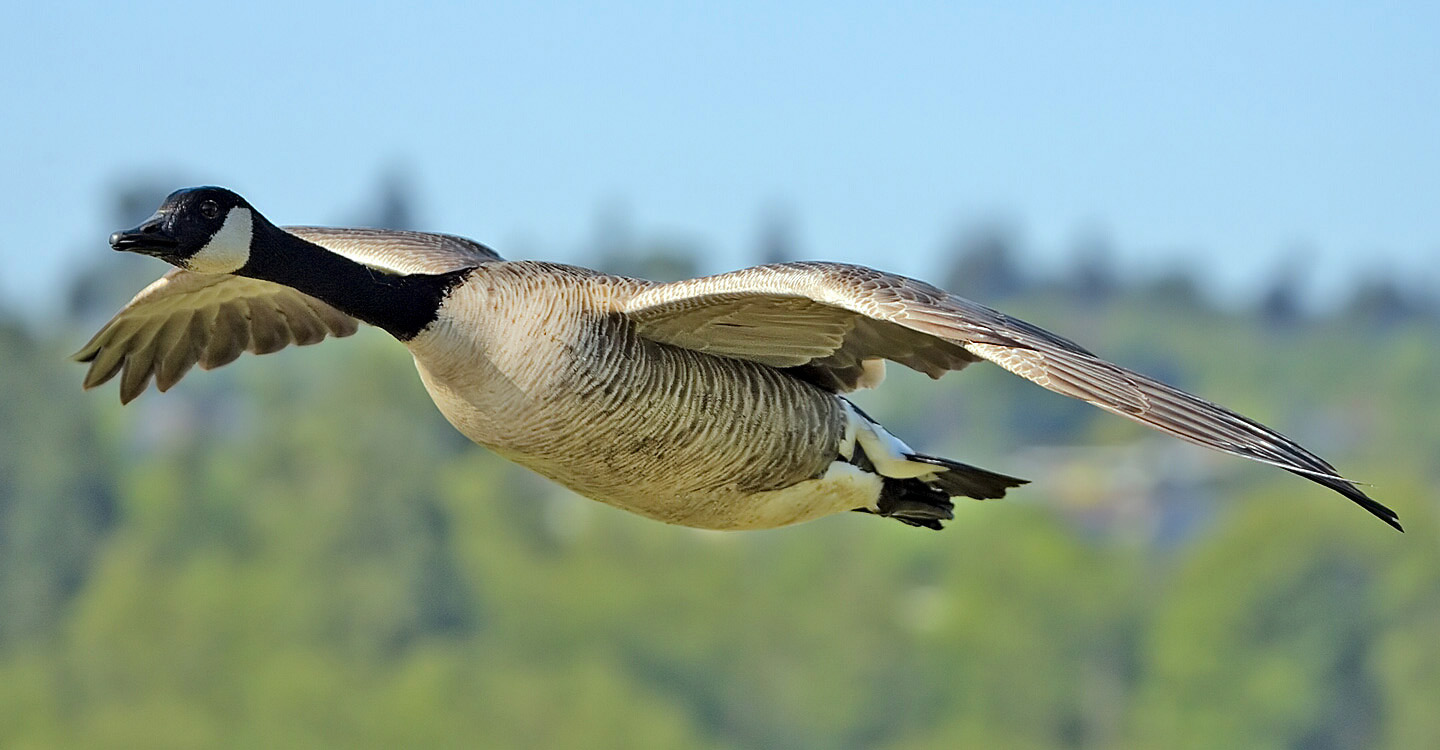
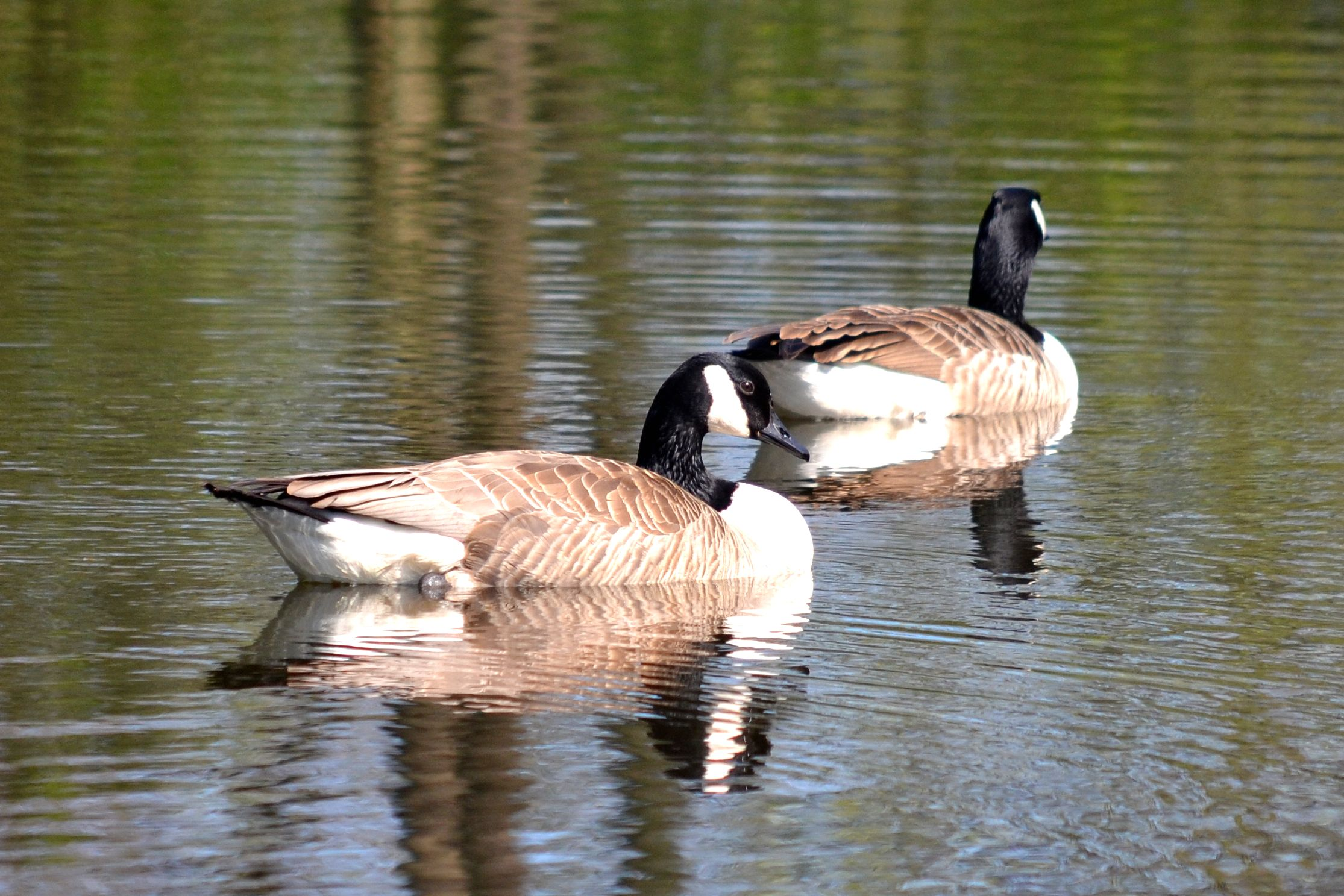
Grote Canadese ganzen in het water
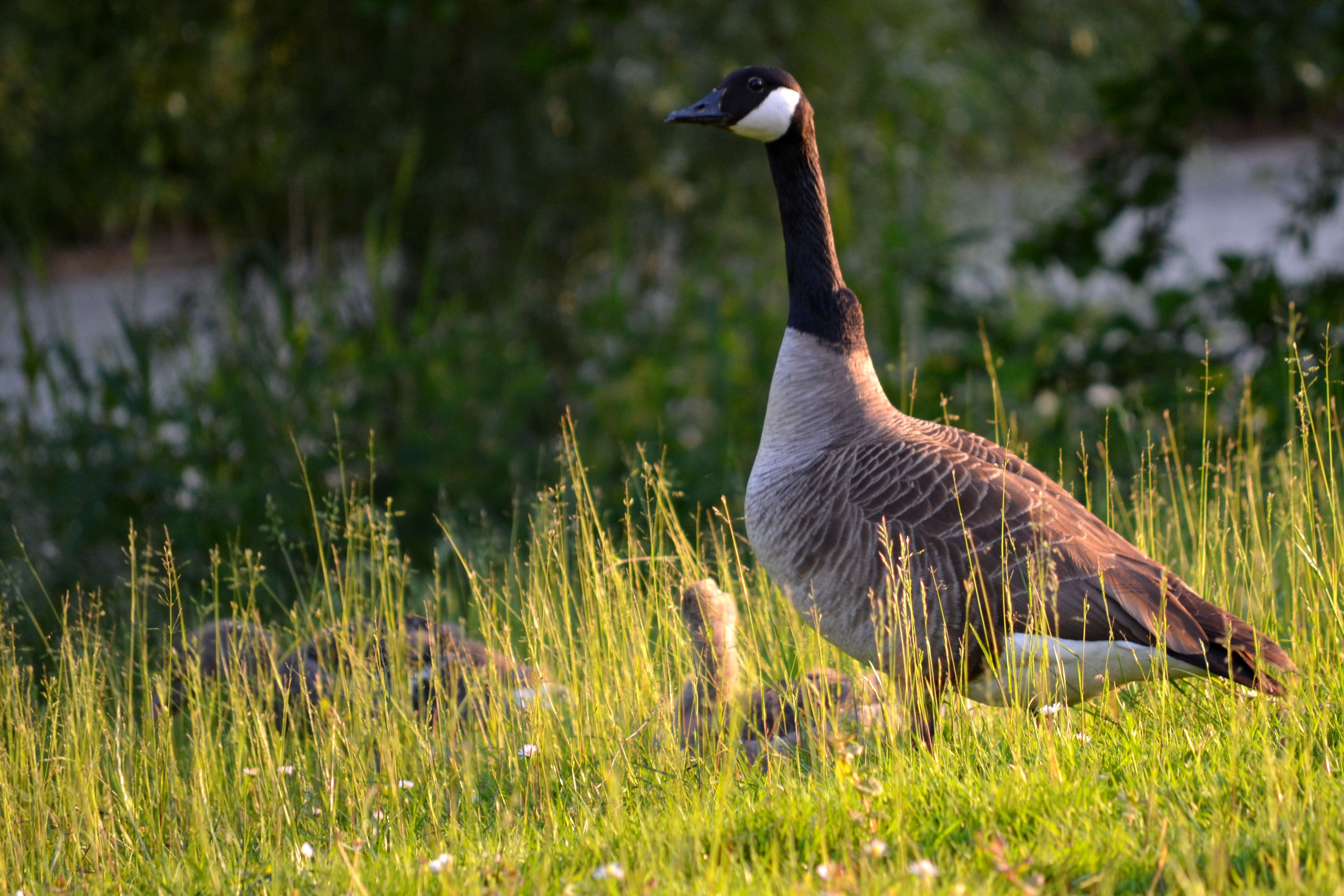
Grote Canadese gans met jongen